# 布喬維采

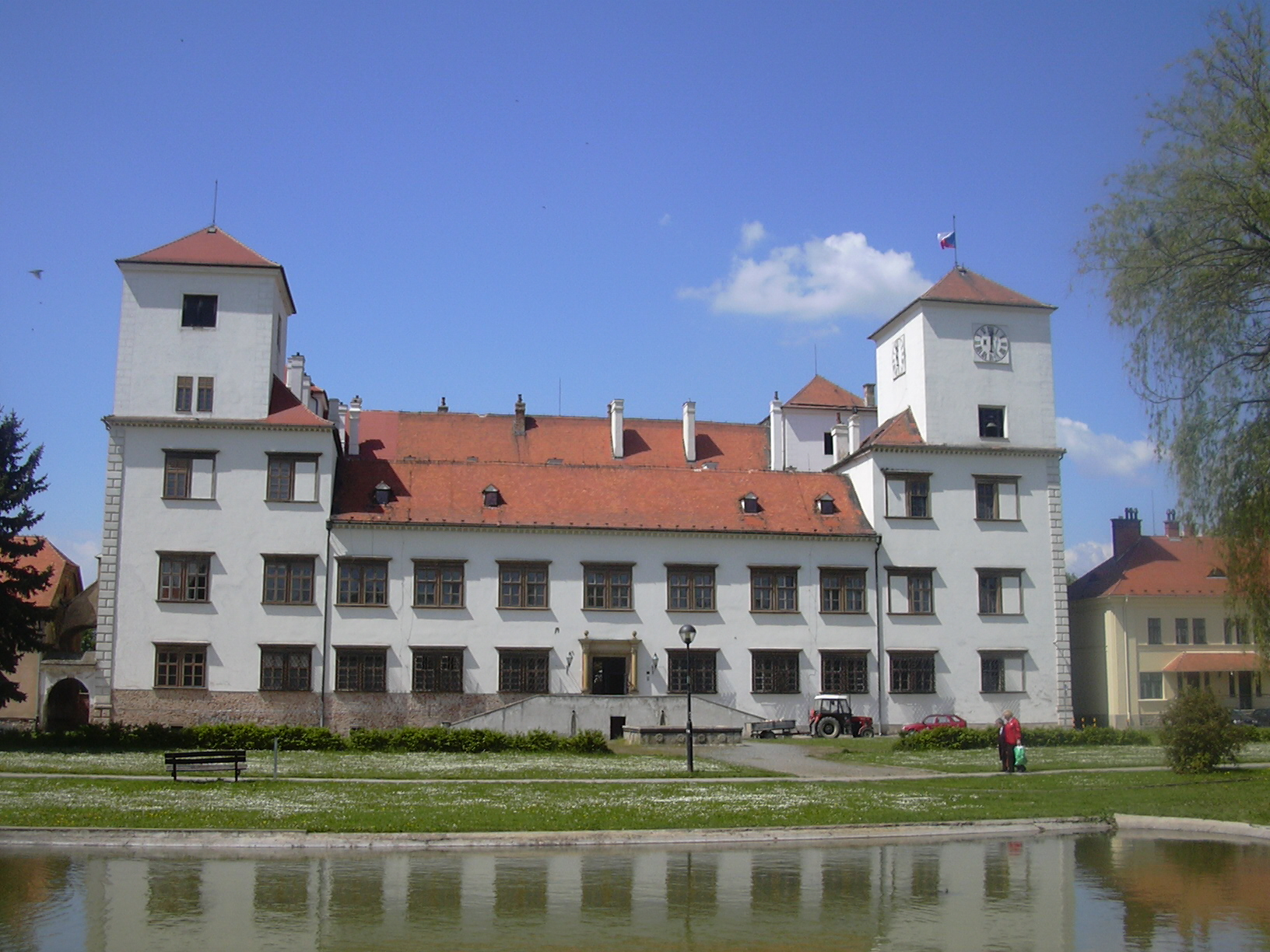

布喬維采是捷克的城鎮，位於該國東南部，距離布爾諾29公里，由南波希米亞州負責管轄，面積31.36平方公里，海拔高度230米，鎮上的城堡建於1635至1637年，2012年人口6,460。

## 外部連結
- Official website （页面存档备份，存于）